# Brandweerzone Vlaams-Brabant West
De Brandweerzone Vlaams-Brabant West is een regionale openbare dienst die in het westelijke deel van de provincie Vlaams-Brabant de brandweer en medische hulpverlening (ambulances) verzorgt. De officiële benaming waaronder de zone geregistreerd staat is dan ook "Hulpverleningszone Vlaams-Brabant West".

## Historiek
Naar aanleiding van de gasexplosie te Gellingen op 30 juli 2004 werd door de Belgische overheid gestart met het hervormen van de brandweer. Bij deze hervorming gingen de gemeentelijke brandweerkorpsen op in nieuwe structuren: de hulpverleningszones. Op 1 januari 2015 ontstonden de meeste nieuwe brandweerzones (een aantal zones waren onvoldoende gevorderd met de voorbereidingen en stelden de start uit). De Brandweerzone Vlaams-Brabant West is een van deze hulpverleningszones en bestaat uit de voormalige korpsen van de gemeenten Asse, Dilbeek, Halle, Lennik, Tollembeek, Londerzeel, Opwijk, Vilvoorde en Zaventem. Anno 2016 verzorgt de zone vanuit 9 brandweerposten de hulpverlening in de westelijke helft van de provincie Vlaams-Brabant.
Toekomstplannen voorzien in het oprichten van bijkomende brandweerposten in de gemeenten Zemst en Beersel, alsook het herpositioneren van de brandweerposten van Dilbeek, Londerzeel en Vilvoorde.

## Beschermingsgebied
Het beschermingsgebied van de Brandweerzone Vlaams-Brabant West beslaat ongeveer 880 km² en omvat 33 gemeenten. Gezamenlijk vertegenwoordigen deze een bevolking van ongeveer 600.000 inwoners. De zone kent zowel landelijk gebied (Pajottenland) als sterk verstedelijkt gebied. Belangrijke verkeersaders doorkruisen de zone, waaronder de E40 en de E19. Ook de Brusselse Ring loopt voor het overgrote deel op het grondgebied van de zone. Er zijn verschillende industriële risico's waaronder een aantal hogedrempel-Sevesobedrijven. De nationale luchthaven Brussels Airport te Zaventem bevindt zich eveneens geheel op het grondgebied van de zone. 
Op 1 januari 2025 fuseerden de gemeenten Galmaarden, Gooik en Herne tot de gemeente Pajottegem waardoor het aantal beschermde gemeenten daalt naar 31.
De onderstaande lijst geeft een overzicht van de gemeenten en hun kenmerken:
| Gemeente           | Bevolkingsaantal (01/01/2024) | Oppervlakte (in km²) |
| ------------------ | ----------------------------- | -------------------- |
| Affligem           | 13.651                        | 17,70                |
| Asse               | 35.755                        | 49,64                |
| Beersel            | 26.505                        | 30,01                |
| Bever              | 2.276                         | 19,78                |
| Dilbeek            | 44.878                        | 41,18                |
| Drogenbos          | 5.944                         | 2,49                 |
| Grimbergen         | 39.860                        | 38,61                |
| Halle              | 42.595                        | 44,40                |
| Kapelle-op-den-Bos | 9.703                         | 15,25                |
| Kortenberg         | 21.165                        | 34,52                |
| Kraainem           | 13.962                        | 5,80                 |
| Lennik             | 9.471                         | 30,80                |
| Liedekerke         | 14.031                        | 10,08                |
| Linkebeek          | 4.676                         | 4,15                 |
| Londerzeel         | 19.404                        | 36,29                |
| Machelen           | 16.576                        | 11,59                |
| Meise              | 20.299                        | 34,82                |
| Merchtem           | 18.029                        | 36,72                |
| Opwijk             | 14.866                        | 19,69                |
| Pajottegem         | 25.283                        | 120,16               |
| Pepingen           | 4.592                         | 36,05                |
| Roosdaal           | 11.958                        | 21,69                |
| Sint-Genesius-Rode | 18.179                        | 22,77                |
| Sint-Pieters-Leeuw | 36.525                        | 40,38                |
| Steenokkerzeel     | 12.663                        | 23,46                |
| Ternat             | 16.578                        | 24,48                |
| Vilvoorde          | 47.445                        | 21,47                |
| Wemmel             | 18.179                        | 8,74                 |
| Wezembeek-Oppem    | 14.742                        | 6,82                 |
| Zaventem           | 36.676                        | 27,62                |
| Zemst              | 23.401                        | 42,83                |
| TOTAAL             | 639.867                       | 879,09               |

## Brandweerposten
Momenteel telt brandweerzone Vlaams-Brabant-West 9 brandweerposten (+ het centrale zonehuis in Liedekerke, waar de administratieve diensten, het magazijn en andere ondersteunende diensten zijn gehuisvest), maar op termijn moet dat aantal uitbreiden. 
In 2017 werd een voormalige garage aangekocht ter hoogte van het kruispunt "Eizeringen" (kruispunt van de Assesteenweg en Ninoofsesteenweg) te Lennik. Na de nodige verbouwingswerken werd in dit gebouw de nieuwe brandweerpost Lennik gehuisvest vanaf 10 juli 2019. Door deze locatie buiten de dorpskern van Lennik en op de kruising van deze twee belangrijke verbindingswegen zal een groot deel van het grondgebied sneller bereikbaar worden.
In 2020 werd een grond aangekocht voor de bouw van de nieuwe kazerne voor de post Vilvoorde. Het perceel is gelegen nabij de afrit Vilvoorde-Koningslo op de Brusselse Ring en vlak bij de VTM gebouwen. De nieuwe kazerne is gepland in gebruik te worden genomen in 2025.
Hieronder worden alle brandweerposten opgelijst:
| Brandweerpost | Gemeente   | Opmerking                                                                 |
| ------------- | ---------- | ------------------------------------------------------------------------- |
| Asse          | Asse       | Dispatching. Nieuwbouw geopend in 2014 ter vervanging van verouderde post |
| Dilbeek       | Dilbeek    | Nieuwbouw geopend in 2022 ter vervanging van verouderde post              |
| Halle         | Halle      |                                                                           |
| Lennik        | Lennik     | Nieuwbouw geopend in 2019 ter vervanging van verouderde post              |
| Liedekerke    | Liedekerke | Zonehuis                                                                  |
| Londerzeel    | Londerzeel |                                                                           |
| Opwijk        | Opwijk     |                                                                           |
| Tollembeek    | Galmaarden | Extra brandweerpost geopend in 2012                                       |
| Vilvoorde     | Vilvoorde  | Bouwwerken voor nieuwe kazerne startten in 2024                           |
| Zaventem      | Zaventem   |                                                                           |

## Organisatie
De organisatie onderscheidt een operationele en een administratieve onderverdeling. Aan de leiding van de zone staat de zonecommandant: Kolonel Tom Van Esbroeck. Op bestuursmatig vlak wordt de zone geleid door de burgemeesters van alle gemeenten die tot de zone behoren: zij vormen de zoneraad. Het dagelijks bestuur is in handen van het zonecollege. Hierin zetelen de burgemeesters van de gemeenten op wiens grondgebied er zich een brandweerpost bevindt. De voorzitter van het zonecollege en de zoneraad is de burgemeester van Lennik: Irina De Knop.

### Operationele organisatie
Operationeel is de zone onderverdeeld in 3 sectoren: zuid, west en noord. 
- De sector zuid bestaat uit de brandweerposten Halle, Lennik en Tollembeek.
- De sector west bestaat uit de brandweerposten Asse, Dilbeek, Londerzeel en Opwijk.
- De sector noord bestaat uit de brandweerposten Vilvoorde en Zaventem.

Voor elke brandweerpost is er een postverantwoordelijke aangeduid. Per sector is er een OVD (officier van dienst).

### Brandweerpersoneel
De zone is een gemengde dienst met zowel beroepskrachten als vrijwilligers. De posten Halle, Lennik, Dilbeek, Asse, Londerzeel, Vilvoorde en Zaventem beschikken 24 uur op 24 over een beroepspermanentie. De posten Opwijk en Tollembeek beschikken niet over een permanentie en werken enkel met vrijwilligers. Post Tollembeek bemant een ziekenwagen met 2 vrijwilligers van 7 tot 21u vanuit de brandweerpost, vanaf 21u van thuis oproepbaar. De zone beschikt in totaal over ongeveer 600 brandweerlieden.
Het beroepspersoneel werkt in een 4-ploegen systeem welke afwisselend 24-uur wachtdiensten presteren. Tot 2023 was een werkweek van 44 uur van toepassing, een afwijking conform de wetgeving op de normale arbeidsduur van 38 uur per week dewelke in België van toepassing is. Ondertussen is ook de 38 uren week van toepassing.

### Administratieve organisatie
Op administratief vlak zijn de taken welke ingevuld worden door operationeel brandweerpersoneel in directies onderverdeeld.
- De directie brandpreventie (brandvoorkoming en preplanning) onder leiding van een majoor.
- De directie logistiek onder leiding van een majoor.
- De directie operaties onder leiding van een majoor (omvat tevens de VTO = Vorming, training en opleiding).
- De directie noodplanning onder leiding van een majoor.
- De directie operationeel personeel en posten onder leiding van een majoor.

Daarnaast zijn er de administratieve diensten waaronder bijvoorbeeld de personeelsdienst, aankoopdienst, boekhouding, dienst facturatie, ...,  die ingevuld worden door middel van burgerpersoneel.
De administratieve diensten en het magazijn zijn ondergebracht in het "zonehuis", gelegen op de Laan I, 57 te 1770 Liedekerke.

## Operationele werking

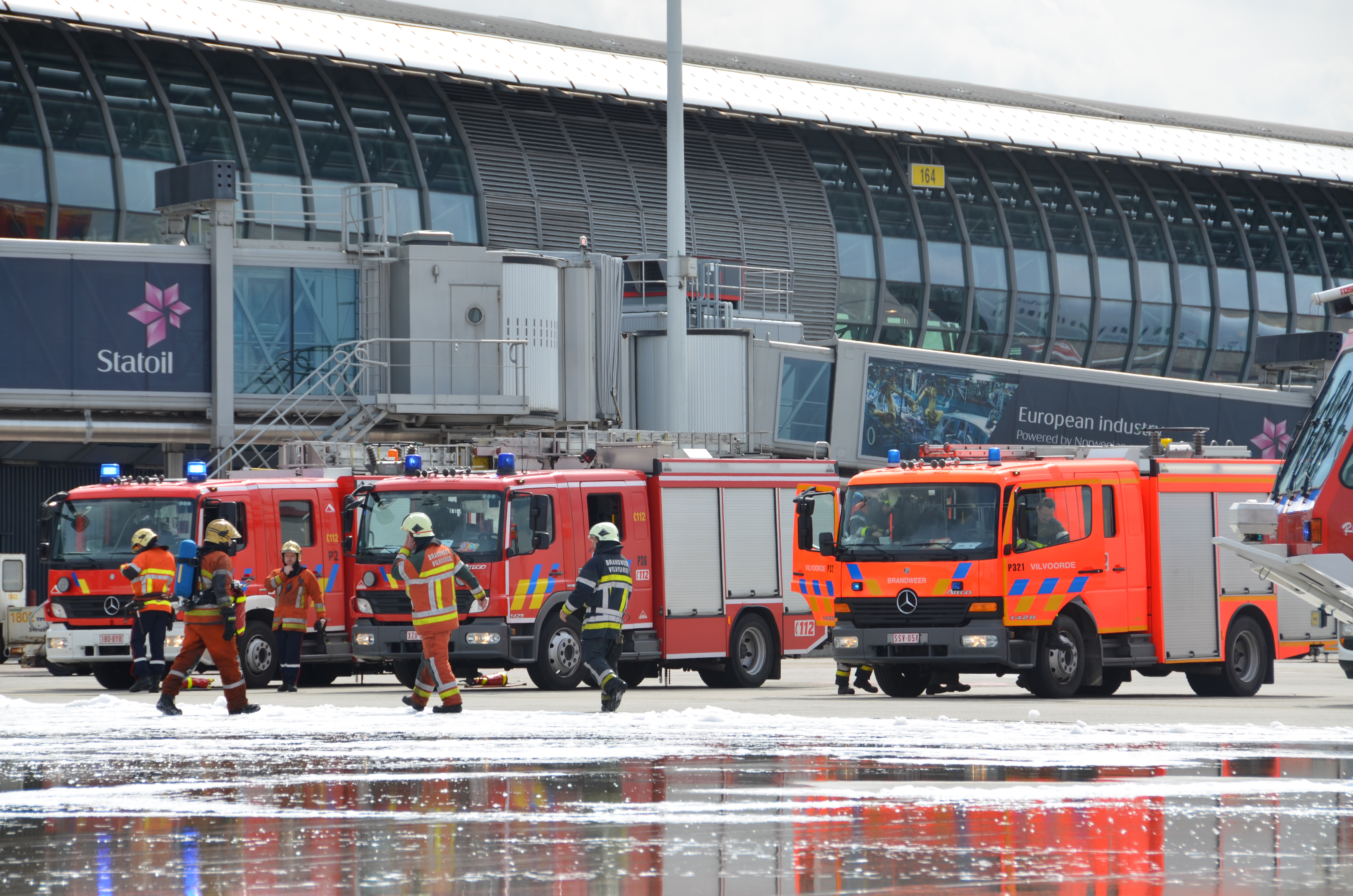
Brandweeroefening op Brussels Airport in 2013

### Provinciale brandweer dispatching
De operationele werking werd van bij de start van de zone in 2015 aangestuurd vanuit de zonale dispatching welke gehuisvest is in de brandweerpost te Asse. 
In 2021 werd de zonale dispatching een provinciale dispatching ('PRODIS'). Een samenwerkingsakkoord met de zone Vlaams-Brabant Oost trad in voege waardoor de brandweer voor de gehele provincie Vlaams-Brabant vanuit deze dispatching wordt aangestuurd. 
De dispatching vervult geen rol inzake calltaking (het aannemen van noodoproepen); dit aspect berust hoofdzakelijk bij het Hulpcentrum 112 van de provincie Vlaams-Brabant. Een deel van de oproepen welke worden behandeld komen evenwel van aanpalende 112-centrales, met name Brussel, Antwerpen, Gent en Henegouwen. De interveniërende ploegen worden enkel gedispatched en opgevolgd. 

### Uitrukprocedure
Een standaard uitrukprocedure is van toepassing. Deze is in basis afgestemd op het KB van 10 november 2012 tot vaststelling van de minimale voorwaarden van de snelste adequate hulp en van de adequate middelen. De invulling van de uitrukprocedure gebeurt op basis van netwerking, waarbij over alle posten heen steeds de snelste of meest adequate middelen worden ter plaatse gestuurd.
De multifunctionele autopomp vormt in vele gevallen het basisvoertuig voor de brandweerinterventies. Een oproep voor een gebouwbrand resulteert bijvoorbeeld tot een uitruk van 1 MAP (Multifunctionele autopomp) + 1 LW (ladderwagen) + 1 TW (tankwagen) + 1 CW (commandowagen officier van wacht) + 1 ZW (ambulance) + 1 AP (autopomp) Deze brengen aldus een totaal van 17 tot 19 manschappen ter plaatse.
Het alarmniveau wordt uitgedrukt in een "F" gevolgd door een cijfer:
- F1 = elke basisuitruk met een MAP eventueel aangevuld door LW, TW en/of CW
- F2 = de basisuitruk gebouwbrand: MAP +LW + TW + CW + ZW + AP
- F3 = F2 + MAP + LW + IAP + CP-BW + Rehab (tevens basisuitruk industriebrand en brand hoogbouw)
- F4 = F3 + MAP
- F5 = F4 + MAP + LW
- F6 = F5 + MAP + IAP

Vanaf het niveau F3 wordt automatisch een BIP CP-BW afgekondigd. (BIP = Brandweer Interventie Plan, CP-BW = Commandopost Brandweer)
Inzake de waterbevoorrading wordt voortaan gewerkt met:
- WTR 1 = 3 tankwagens
- WTR 2 = 7 tankwagens + buffer + slangen + debietpomp
- WTR 3 = WTR 2 + extern GWT (Groot Water Transport)

### Specialisaties
De zone beschikt over vier gespecialiseerde teams:
- Een duikteam, voornamelijk gehuisvest in de posten Halle, Londerzeel en Vilvoorde.
- Een OGS-team (Ongevalsbestrijding Gevaarlijke Stoffen), voornamelijk gehuisvest in Asse, Vilvoorde en Zaventem.
- Een GRIMP-team (Groep voor Reddingen en Interventies op Moeilijke Plaatsen; bijvoorbeeld hoogtes of dieptes), voornamelijk gehuisvest in Halle en Zaventem.
- Een team voor spoorwegongevallen, voornamelijk gehuisvest in Vilvoorde en Zaventem.

Hoewel de teams in specifieke posten zijn gehuisvest kunnen personeelsleden van andere posten ook deel uitmaken van deze teams. In geval van interventie verzamelen zij op de interventieplaats.

### Samenwerking
De Brandweerzone Vlaams-Brabant West grenst aan verschillende andere zones: de zone Vlaams-Brabant Oost, de zone Rivierenland (provincie Antwerpen), de zone Zuid-Oost en de zone Oost (provincie Oost-Vlaanderen), de zone Henegouwen Centrum en Wallonie Picarde (provincie Henegouwen) en de zone Waals-Brabant (provincie Waals-Brabant). Een bijzondere situatie is de ligging van het Brussels Hoofdstedelijk Gewest welke nagenoeg door de zone wordt omsloten. Hoewel er een dagelijkse samenwerking is met andere zones en het Brussels Hoofdstedelijk Gewest werden nog geen samenwerkingsovereenkomsten opgesteld. De samenwerking gebeurt dan ook zonder effectieve afspraken en hoofdzakelijk aangestuurd door de Hulpcentra 112 in het kader van de Snelst Adequate Hulp of op vraag van de LVO (leider van de operaties) bij specifieke incidenten. Deze samenwerking is bilateraal.
In de gemeente Liedekerke was een colonne van de Civiele Bescherming gehuisvest. Zij verzorgden tevens de eerste hulpverlening in de gebieden waar zij het snelst ter plaatse kunnen zijn doch worden niet ingeschakeld in de netwerking. In gevolge een beslissing van de Federale Overheid genomen in 2017 werd deze colonne gesloten. Een taskforce werd opgericht om dit proces te begeleiden aangezien dit uiteraard een impact zal hebben op de hulpverlening in de Gemeente Liedekerke. De voormalige gebouwen van deze colonne werden door de brandweerzone in gebruik genomen voor de administratieve en ondersteunende diensten, evenwel zonder uitruklocatie voor de brandweer. De 112-ambulancedienst die door de Civiele Bescherming werd ingevuld ging naar een private partner.

### E-loket
In september 2015 startte de zone met een online loket via haar website waar men minder dringende tussenkomsten voor stormschade, wateroverlast of wespenverdelging kan aanvragen. Meldingen via dit online loket komen direct aan bij de zonale dispatching en worden ofwel direct verwerkt ofwel (bij grote incidenten zoals een zware storm) in de wachtrij geplaatst en verwerkt op volgorde van dringendheid. De bedoeling van het online loket is de noodlijnen te ontlasten bij grote incidenten. In november 2015 lanceerde de zone tevens als eerste in België een tijdlijn op haar website waarop men in realtime kan zien welke interventies er door de zone worden uitgevoerd.

## Statistiek interventies
Onderstaande tabel geeft het jaarlijks aantal interventies van brandweer en ambulances weer.
|      | Brandweerinterventies | Ambulanceinterventies | Totaal interventies |
| ---- | --------------------- | --------------------- | ------------------- |
| 2015 | 12.593                | 16.381                | 28.974              |
| 2016 | 13.445                | 16.962                | 30.407              |
| 2017 | 10.551                | 18.172                | 28.723              |
| 2018 | 18.236                | 19.184                | 37.420              |
| 2019 | 12.251                | 20.934                | 33.185              |
| 2020 | 14.254                | 19.903                | 34.157              |

## Wagenpark en materieel

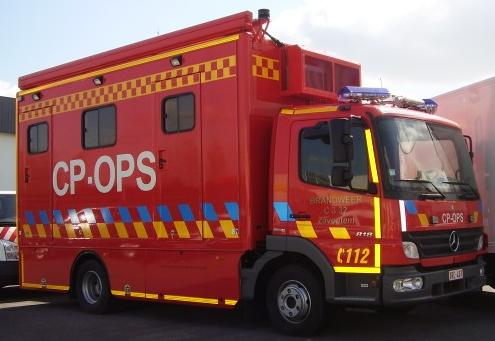
Commandovoertuig (gehuisvest in de post Asse)

De brandweerzone beschikt over een uitgebreid wagenpark en materieel om de diverse opdrachten uit te voeren. Het wagenpark omvat:
- 19 ambulances
- 21 autopompen
- 12 tankwagens
- 9 ladderwagens
- 1 hoogtewerker
- 6 haakarmvoertuigen
- 11 signalisatievoertuigen

Het gespecialiseerd materieel omvat onder meer:
- 2 materieelwagens voor duikers
- 1 materieelwagen GRIMP en 1 aanhangwagen GRIMP
- 1 adembeschermingscontainer
- 2 materieelcontainers OGS
- 1 rail-route voertuig, uitgerust om te opereren in spoorwegtunnels
- 1 meetvoertuig
- 1 commandopost operaties
- 2 schuimcontainers
- 1 container stutten en dichten - search en rescue
- 1 container medische ondersteuning (vooruitgeschoven medische post)

De voertuigen worden geïdentificeerd met de tekst "Brandweer Vlaams-Brabant West". Een logo is op de voertuigen niet aangebracht, evenmin als de post tot welke een voertuig principieel behoort.

## Bijzondere incidenten
Sinds de oprichting van de brandweerzone vonden reeds verscheidene bijzondere incidenten plaats:
- Op 3 juni 2015 brak brand uit in de koekjesfabriek Lotus te Meise. De fabriek werd volledig vernield.
- Op 17 juni 2015 werd brand gesticht in de fabriek Pastridor te Londerzeel. De fabriek werd door de brand grotendeels verwoest. Tijdens het incident werd de provinciale rampenfase afgekondigd.
- Op 22 maart 2016 vond een dubbele aanslag plaats in het terminalgebouw op de luchthaven van Zaventem, hierbij vielen 12 doden en meer dan 100 gewonden.
- Op 1 december 2016 brak brand uit op de terreinen van Stallaert Recycling op de grens van de stad Vilvoorde en Gemeente Grimbergen. De structurele schade bleef beperkt, het nablussen nam evenwel meerdere dagen in beslag. Tijdens het incident werd een tijdlang de gemeentelijke rampenfase afgekondigd ingevolge de rookhinder in de nabijgelegen woongebieden.
- Op 9 april 2021 brak brand uit in een appartement in de Kloosterstraat te Opwijk. De brand verspreidde zich razendsnel over het gehele complex waardoor uiteindelijk 8 appartementen volledig in de vlammen opgingen. Eén bewoonster kwam om het leven toen zij onwel werd in het evacuatiecentrum.